# Январь 2013 года

Список событий января 2013 года.

## События
- 1 января
  - Президент России Владимир Путин подписал указ о предоставлении российского гражданства французскому актёру Жерару Депардьё[1].
  - Во всех регионах России начато внедрение универсальной электронной карты, в которой совмещены практически все документы, в том числе паспорт, водительское удостоверение, СНИЛС, медицинский полис, проездной билет, а также банковская карта[2].
  - Украина стала председателем ОБСЕ[3].
  - Председательство в G8 перешло к Великобритании[4].
  - В России вступил в силу закон, запрещающий американским гражданам усыновление российских детей («Закон Димы Яковлева»)[5].
  - В Германии был отменён действующий с 1935 года запрет на междугороднее автобусное сообщение[6].
  - Лидер Корейской народной демократической республики впервые за 19 лет выступил с новогодним телеобращением к гражданам[7].
  - Таллин стал первой столицей страны Европейского Союза и в мире[8], где общественный транспорт является бесплатным для горожан[9].
- 2 января
  - Президент России Владимир Путин подписал федеральный закон, повышающий предельный возраст выхода на пенсию для государственных служащих до 70 лет[10].
  - Президент США подписал закон, предотвращающий фискальный обрыв[11].
  - Мавритания стала третьей страной в Африке после Руанды и Сомали, наложившей запрет на использование пластиковых пакетов в торговле[12].
  - Оппозиционеры в Венесуэле потребовали от правительства правды о состоянии здоровья президента Уго Чавеса в связи с распространившимися слухами о его коматозном состоянии[13].
  - В двух планетных системах обнаружены сразу три «суперземли» в зонах обитаемости[14][15] (англ.).
- 3 января
  - Баскская националистическая партия Батасуна заявила о самороспуске во Франции[16].
  - Вступил в свои права 113-й созыв[англ.] Конгресса США, спикером Палаты представителей США переизбран Джон Бейнер[17][18].
  - В Центральноафриканской Республике президент Франсуа Бозизе отправил в отставку главу Министерства обороны из-за неспособности защитить столицу страны город Банги от отрядов повстанцев[19].
  - По сообщениям сирийской оппозиции, силы правительства и повстанцы вступили в ожесточённые столкновения в провинции Идлиб[20].
- 4 января
  - В Камбодже арестован российский бизнесмен Сергей Полонский[21].
- 5 января
  - В Тасмании несколько тысяч человек было эвакуировано из-за начавшихся по причине рекордно высокой температуры лесных пожаров[22].
  - В связи с реализацией ноябрьского решения Генассамблеи ООН о повышении статуса до государства-наблюдателя при организации, издан указ председателя Палестинской национальной администрации (ПНА) Махмуда Аббаса, предписывающий впредь использовать в официальных целях вместо ПНА — исключительно название Государство Палестина[23][24]; себя М. Аббас распорядился называть президентом государства[25][26]. США, Израиль, Норвегия, Швеция и Испания это решение не признали[27][28].
- 6 января
  - В Перу стартовал ралли-марафон Ралли Дакар[29].
  - На 114 году жизни умерла старейшая жительница США Мэми Риарден[30].
- 7 января
  - Президент Мальты Джордж Абела распустил парламент[31].
  - Президент США назначил бывшего сенатора Чака Хейгела на пост министра обороны и Джона Бреннана, советника Белого дома по контртеррористической стратегии, на пост директора ЦРУ[32][33].
  - Перед судом Дели предстали пять подозреваемых в совершении группового изнасилования, которое вызывало большой общественный резонанс в Индии[34].
- 9 января
  - Инаугурация президента Венесуэлы Уго Чавеса, назначенная на 10 января, отменена[35].
  - Ливия официально отказалась от названия «Великая Джамахирия». Ливийский парламент утвердил новое название страны — Государство Ливия[36].
  - Некоммерческая нидерландская организация Mars One объявила о наборе кандидатов для пилотируемого полёта на Марс[37].
  - Казнь домработницы Ризана Нафиик в Саудовской Аравии осуждена властями Шри-Ланки[38].
- 10 января
  - Впервые с 1945 года Орден Нахимова вручён кораблю — тяжёлому атомному ракетному крейсеру «Пётр Великий»[39].
  - Российскими учёными получен первыйкерн длиной 2 метра из подлёдного антарктического озера Восток[40].
  - Министр обороны Сергей Шойгу доложил о приёме ракетоносца «Юрий Долгорукий» в состав Военно-морского флота России[41].
  - Объявлены номинанты на премию «Оскар»[42].
  - Серия террористических актов совершена в Пакистане. Погибло более 100 человек, более 200 человек ранено[43].
  - В Париже совершено убийство трёх курдских активисток, среди которых одна из основательниц Рабочей партии Курдистана Сакине Джансыз[44] .
- 11 января
  - В Чехии прошли первые в истории всенародные прямые выборы президента (11—12 января)[45]. Во второй тур вышли Милош Земан и Карел Шварценберг[46].
  - Франция начала военную операцию по борьбе с исламистами на территории Мали[47].
  - Власти Китая отправили дополнительные силы к границе со штатом Качин в Мьянме после возобновления боёв правительственных сил Мьянмы с повстанцами и разрывов артиллерийских снарядов у границы[48].
- 12 января
  - Президент Центральноафриканской Республики Франсуа Бозизе отправил в отставку премьер-министра страны Фостена-Арканжа Туадера[49].
  - В Куала-Лумпуре, в основном на стадионе Мердека, прошёл многотысячный митинг оппозиции, протестующей против несправедливой государственной политики[50].
- 13 января
  - В Калифорнии состоялась очередная церемония вручения наград «Золотой глобус», лучшей драмой был назван фильм Операция «Арго», лучшим фильмом в жанре комедия или мюзикл — Отверженные[51].
  - Ширани Бандаранаяке стала первым Верховым судьёй Шри-Ланки, отстранённым от должности в результате импичмента[52].
  - В Пакистане начался «Марш миллионов»: в Исламабад отправились тысячи митингующих под руководством теолога Тахира Кадри с требованием реформ избирательной системы, смены власти и искоренения «существующей в стране коррупционной феодальной системы»[53].
- 14 января
  - Эпидемия гриппа охватила все 50 американских штатов[54].
  - Отменены визы для выезда за границу граждан Республики Куба[55].
- 15 января
  - Председатель Верховного суда Пакистана Ифтихар Мухаммад Чоудхри выдал ордер на арест премьер-министра страны Раджи Ашрафа и ещё 15 чиновников[56].
  - Томас Ременгесау вступил в должность президента Палау.[источник не указан 4583 дня]
  - Аятолла Хаменеи издал фетву о запрещении ядерного оружия[57].
  - Шерон Олдс получила литературную премию Томаса Стернза Элиота за сборник стихотворений «Прыжок оленя» и стала первой поэтессой из США, получившей этот приз[58].
  - С космодрома Плесецк осуществлен запуск ракеты-носителя «Рокот» с тремя спутниками: Космос-2482, Космос-2483 и Космос-2484 . Запуск в интересах Минобороны России.[59]
- 16 января
  - В центре Москвы убит криминальный авторитет Аслан Усоян (Дед Хасан)[60].
  - Франция начала наземную операцию в Мали[61].
  - Обама призвал Конгресс США ограничить свободу ношения оружия[62].
  - Захват террористами многочисленных заложников на нефтегазовом комплексе в Алжире в знак протеста против французской военной операции в Мали[63].
- 17 января
  - EASA и FAA на неопределённое время приостановили полёты Boeing 787 Dreamliner и потребовали от Boeing выяснить причины неполадок с установленными на самолётах аккумуляторами и проверить некоторые аспекты сертификации самолёта в EASA и FAA[64].
  - Алжирская армия начала штурм комплекса жилых и производственных зданий на месторождении Ин-Аменас, где накануне боевики захватили более 40 иностранных и 150 местных рабочих. По предварительным данным, 35 заложников и 15 боевиков убито, около 30 сумело сбежать[65].
  - Суд округа Колумбия обязал российское правительство выплачивать американским хасидам по 50 тыс. долларов ежедневно, пока им не будет возвращена библиотека Шнеерсона[66].
- 18 января
  - Малийские военные отбили у повстанцев город Кона[67].
- 19 января
  - Малийские и французские войска отбили у повстанцев город Диабали[68].
  - Скончался японский борец Тайхо Коки, один из самых заслуженных борцов в истории сумо[69].
- 20 января
  - Вступил в должность президент США Барак Обама[70].
- 21 января
  - В Германии на выборах Нижней Саксонии[англ.] победила правящая партия[71].
  - Пущена в эксплуатацию Адлерская ТЭC[72].
  - В Эритрее произошла попытка военного переворота[73].
  - Ушёл в отставку премьер-министр Чада Эммануэль Надингар. На этот пост назначен глава администрации президента Джимрангар Даднаджи[74].
- 22 января
  - Генеральная прокуратура Украины предъявила бывшему премьер-министру Юлии Тимошенко обвинение в организации убийства в 1996 году бизнесмена и депутата Верховной рады Евгения Щербаня[75].
  - МЧС России эвакуировало из Сирии первую группу российских граждан[76].
  - Парламентские выборы в Израиле[77]. Большинство голосов получил предвыборный блок партий Ликуд и Наш дом — Израиль во главе с действующим премьер-министром Биньямином Нетаньяху[78].
  - На Кубе полноценно заработал высокоскоростной интернет[79].
  - Опубликована работа показывающая, что древний человек[англ.], чьи останки были обнаружены в китайской пещере Тяньюань, по генетическому коду близок к индейцам и некоторым азиатским народам[80].
- 23 января
  - В Давосе (Швейцария) открылся Всемирный экономический форум[81].
  - Парламент Каталонии принял декларацию о государственном суверенитете региона и праве нации на самоопределение[82].
- 24 января
  - В Канаде проходят акции протеста коренных народов[83].
  - В азербайджанском райцентре Исмаиллы произошли массовые беспорядки[84].
  - Французское правительство направило подразделения спецназа в Нигер на охрану добывающих уран предприятий, принадлежащих французской государственной атомной монополии — компании Areva[85].
  - В индийском штате Западная Бенгалия открылся первый специализированный суд, в котором будут рассматриваться дела о преступлениях, совершённых против женщин[86].
- 25 января
  - Правительство Ирака объявило комендантский час в городе Фаллуджа после массовых антиправительственных акций протеста против дискриминации суннитского меньшинства в Ираке[87].
  - В рамках проекта GIMPS математик Кёртис Купер[англ.]обнаружил 48-е простое число Мерссена, в десятичной системе счисления оно записывается более чем 17 миллионами знаков.
- 26 января
  - Президентом Чешской Республики избран Милош Земан[88].
  - Гильдия продюсеров США назвала триллер «Операция „Арго“» фильмом года[89].
  - Норвежец Магнус Карлсен обыграл в 12-м туре шахматного турнира в Вейк-ан-Зее американца Хикару Накамуру и досрочно стал победителем соревнования[90].
  - Белоруска Виктория Азаренко второй раз подряд выиграла Открытый чемпионат Австралии по теннису[91].
- 27 января
  - Пожар в ночном клубе «Kiss» в бразильском городе Санта-Мария штата Риу-Гранди-ду-Сул, 236 человека погибли[92].
  - Новак Джокович третий раз подряд выиграл Открытый чемпионат Австралии по теннису[93].
  - В ходе наступления французских частей и регулярной армии Мали взяты города Томбукту и Гао[94].
  - В Болгарии состоялся всенародный референдум по строительству новой атомной электростанции[95].
  - Сборная Испании второй раз в истории выиграла чемпионат мира по гандболу среди мужчин[96].
  - Астероиду № 274301 присвоено название Википедия[97].
  - С космодрома Танэгасима осуществлен запуск ракеты-носителя H-IIA с космическими аппаратами IGS (Radar-4) и IGS (Optical-5V demo). Запуск в интересах Минобороны Японии.[98]
- 28 января
  - Королева Нидерландов Беатрикс объявила дату передачи престола в пользу старшего сына принца Виллема-Александра 30 апреля[99].
  - В Иране осуществлён запуск ракеты с обезьяной на борту, животное было выведено в космос и успешно возвращено на Землю[100].
  - Рамазан Абдулатипов назначен временно исполняющим обязанности президента Дагестана. Прежний президент Магомедсалам Магомедов ушёл в отставку и назначен заместителем руководителя Администрации президента России[101].
  - В Аддис-Абебе завершилась 20-я сессия Ассамблеи Африканского союза, в которой приняли участие около 40 глав государств и правительств. Председателем Афросоюза избран премьер-министр Эфиопии Хайлемариам Десалень[102].
  - Власти Израиля впервые признали, что знали о введении эфиопским иммигранткам гормональных контрацептивов длительного действия без их согласия[103].
- 29 января
  - Пассажирский самолёт «CRJ-200», принадлежавший АО «Авиакомпания SCAT», разбился в 5 км от аэропорта города Алматы. Самолёт выполнял коммерческий авиарейс по маршруту Кокшетау — Алматы. По предварительным данным, на борту находился 21 человек (5 членов экипажа и 16 пассажиров), среди них один ребёнок. Все находившиеся на борту погибли[104].
  - Сенат США утвердил на посту госсекретаря Джона Керри[105].
  - Экс-генерал МВД Украины Алексей Пукач приговорён к пожизненному заключению за убийство журналиста Георгия Гонгадзе[106].
- 30 января
  - Глава Национальной коалиции оппозиционных и революционных сил Сирии (НКОРС) шейх Ахмед Моаз аль-Хатиб объявил о готовности вступить в диалог с представителями властей «во имя прекращения кровопролития и сохранения сотен тысяч жизней мирных граждан»[107].
  - Южная Корея осуществила запуск собственной ракеты KSLV-1 с исследовательским спутником STSAT-2C, войдя в космический клуб вслед за КНДР[108].
  - По официальному сообщению сирийской армии, самолёты ВВС Израиля разбомбили военный научно-исследовательский центр в Джамрае, под Дамаском[109].
- 31 января
  - В КНДР введено военное положение, лидер государства Ким Чен Ын призвал войска быть готовыми к войне[110].
  - В Мехико произошёл взрыв на первом этаже небоскрёба нефтегазовой компании Pemex; как минимум 33 человека погибли, более 120 получили ранения, судьба 25 до сих пор неизвестна[111][112].
  - С мыса Канаверал осуществлен запуск ракеты-носителя Атлас-5 v401 со спутником TDRS-K.